# Liste der Bahnhöfe in Paris
Dieser Artikel enthält eine Liste sowohl aller Pariser Bahnhöfe des Schienenpersonenfernverkehrs als auch wichtiger Bahnhöfe des Schienenpersonennahverkehrs und des Güterverkehrs.

## Personenverkehr

### Fernverkehrsbahnhöfe

Fernbahnhöfe von Paris

Einzugsgebiete der Pariser Bahnhöfe

Der Hinweis »(TGV)« steht für die Anbindung an französische Hochgeschwindigkeitsstrecken.
- Gare du Nord (TGV) mit Zügen in Richtung Lille, London, Brüssel; zugehöriger Abstellbahnhof: Landy.
- Gare de l’Est (TGV) in Richtung Straßburg, Metz, Luxemburg, Frankfurt, Mannheim, Karlsruhe, Stuttgart; zugehöriger Abstellbahnhof: l'Ourcq.
- Gare de Lyon (TGV) in Richtung Süd-Ost: Lyon, Marseille, Freiburg im Breisgau, Basel, Zürich, Bern, Genf, Turin, Barcelona; zugehöriger Abstellbahnhof: Bercy.
- Gare d’Austerlitz (ehem. Gare d'Orléans) in Richtung Süd: Orléans, Limoges (Massif Central), Toulouse; zugehöriger Abstellbahnhof: Masséna.
- Gare Montparnasse (TGV) in Richtung Westen und Süd-Westen: Nantes, Bordeaux, Rennes (Bretagne), Quimper (Bretagne), Hendaye (span. Grenze); zugehöriger Abstellbahnhof: Châtillon.
- Gare Saint-Lazare in Richtung Nord-Westen: Caen, Rouen, Le Havre (Normandie); zugehöriger Abstellbahnhof: Batignolles.

Alle sechs sind Kopfbahnhöfe und Endhaltepunkte der Züge. Reisende, die in Paris nur umsteigen wollen, müssen dazu also entweder mit der Métro beziehungsweise RER (regionales Schnellbahnnetz, vgl. S-Bahn) von einem Bahnhof zum anderen fahren oder durchgehende Züge benützen, die im Pariser Ballungsraum am administrativen Stadtgebiet vorbeifahren. (Siehe unter Pilzkonzept zur Lösung dieses Problems in Berlin und unter Brüsseler Nord-Süd-Verbindungsbahn das Vorgehen in Brüssel)
TGV-Umsteigebahnhöfe außerhalb von Paris:
- Bahnhof Massy TGV im Süd-Westen (, )
- Bahnhof Marne la Vallée-Chessy im Osten ()
- Bahnhof Aéroport Charles de Gaulle 2 TGV ()

### Andere wichtige Personenbahnhöfe
- Gare d’Orsay (): ehemaliger Fernbahnhof, heute Museum und Schnellbahnhalt Musée d’Orsay.
- Gare d'Invalides () und Gare du Luxembourg (): diese beiden ehemaligen Kopfbahnhöfe für Regionalverkehr liegen heute ebenfalls an der Schnellbahn.
- La Défense Grande Arche (): Regionalbahnhof unter dem Hochhausviertel knapp außerhalb der Stadt Paris.
- Châtelet Les Halles: Unterirdischer Bahnhof mitten im Zentrum, an dem sich die Schnellbahnlinien (RER)  (Ost-West),  (Nord-Süd) und  (Nord-Ost) kreuzen.

### Andere wichtige Bahnhöfe
- Gare de Bercy: Fahrzeugverladung für Autoreisezüge (Autotrain) sowie Endpunkt einiger Nahverkehrszüge, z. B. der TER Bourgogne

Interessant sind auch die Stationen des  am südlichen Seine-Ufer (von West nach Ost):
- Javel
- Champ de Mars – Tour Eiffel (beim Eiffelturm)
- Pont de l’Alma
- Invalides
- Musée d’Orsay
- Saint-Michel – Notre-Dame (auch )
- Die Linie geht dann weiter zum Gare d’Austerlitz und der Bibliothèque François Mitterrand.

Die restlichen Schnellbahnhöfe in der Innenstadt sind (an allen besteht Anschluss zur Métro durch mehr oder weniger lange Tunnel):
- Charles-de-Gaulle – Étoile ()
- Auber () und Haussmann (), in der Nähe von St Lazare
- Magenta () zwischen Gare du Nord und Gare de l’Est (ersterer durch Tunnel erreichbar, letzterer über einen kurzen Weg an der Oberfläche)
- Untergrundbahnsteige für  und  im Gare du Nord und für  und  im Gare de Lyon
- Nation ()
- Denfert-Rochereau

## Güterverkehr
Rangierbahnhöfe gibt es in Paris nicht mehr, da der Einzelwagenverkehr in Frankreich bis 2015 ganz aufgegeben wurde und der letzte Pariser Rangierbahnhof (in Villeneuve-Saint-Georges) bereits 2011 ganz stillgelegt wurde. Wichtige Güterbahnhöfe für den verbliebenen Verkehr mit Ganz- und Containerzügen sind:
- Valenton (Kanton Valenton): Betriebs- und Containerbahnhof
- Vaires-sur-Marne (Kanton Vaires-sur-Marne): stillgelegter früher größter Rangierbahnhof in Paris mit noch örtlichen Güterverkehrsfunktionen
- Achères: für die Autoindustrie im nordwestlichen Ballungsgebiet Paris, stillgelegter Rangierbahnhof
- Gennevilliers: Hafenbahnhof
- Rungis: Lebensmittelgroßmarkt Rungis